# Amauroderma conjunctum
Amauroderma conjunctum är en svampart som först beskrevs av Lloyd, och fick sitt nu gällande namn av Torrend 1920. Amauroderma conjunctum ingår i släktet Amauroderma och familjen Ganodermataceae.   Inga underarter finns listade i Catalogue of Life.